# Sü Š’-čchang
Sü Š’-čchang (čínsky: 徐世昌; pchin-jin: Xú Shìchāng; 20. října 1855 Wej-chuej – 5. června 1939 Tchien-ťin) byl čínský politik, prezident Čínské republiky v letech 1918–1922 a premiér v letech 1914–1915 a 1916. Byl jediným civilistou v úřadě prezidenta v éře, kdy v Číně vládly armádní kliky. Největší podporu měl u Anchuejské kliky Tuan Čchi-žueje a měl určité vazby na Pej-jangskou armádu. Ač prezident, v zásadě byl monarchista a věřil v obnovu císařství. Byl nejbližším přítelem Jüan Š’-kchaje, byť ve svých představách o obnově monarchie se rozcházeli. Byl ministrem již v kabinetu prince Čchinga, tedy v první moderní vládě v čínské historii, sestavené na sklonku císařství roku 1911.

## Život
Byl vychovatelem posledního čínského císaře Pchu I. (a vedl jeho vzdělávání i po pádu monarchie, neboť věřil, že se císař na trůn vrátí; jako učitele politických věd mu tehdy najal skotského diplomata Reginalda Johnstona).
Na konci dynastie Čching byl Sü jmenován náčelníkem generálního štábu, přestože byl civilista, a ministrem první skutečné vlády v čínských dějinách. Po svržení monarchie a zřízení Čínské republiky byl v roce 1912 jmenován ministrem zahraničí. Prezident Jüan Š'-kchaj doufal, že tím usmíří Roajalistickou stranu (宗社黨). Sü rezignoval na post ministra zahraničí na protest proti Jüanovým císařským ambicím na konci roku 1915. Do své funkce se vrátil poté, co Jüan 22. března 1916 upustil od plánu stát se císařem.
Dne 18. listopadu 1918 uspořádal v Pekingu mohutnou oslavu vítězství Číny v první světové válce. Poté vojáky převelel do Ruska pro spojeneckou intervenci v ruské občanské válce. Uzavřel příměří se Sunjatsenem, který se pokoušel utvořit alternativní vládu. Po válce mírně uvolnil režim a zejména intelektuálové dostali větší svobodu vyjadřovat se k veřejným otázkám.
Toto uvolnění ovšem trvalo jen do krize roku 1919, kdy vypukly nepokoje poté, co vešlo ve známost, že Tuan Čchi-žuej na Pařížské mírové konferenci slíbil německé území v Šan-tungu Japonsku. Velké studentské protesty známé jako hnutí čtvrtého května sebou přinesly nový typ antimiltaristického nacionalismu. Süeho donutily k tvrdému potlačení a masovému zatýkání. Delegace byla nicméně z Paříže povolána domů, a Čína tak finální Versailleskou smlouvu neratifikovala. V důsledku toho se vratké spojenectví mezi klikou Č'-li a Anchuejskou klikou zhroutilo a byly obnoveny boje mezi nimi. V nich byl Tuan nakonec poražen, což vedlo k éře extrémního warlordismu, díky čemuž byla Süeho pozice dále již neudržitelná. Zvlášť když neuspěl v pokusu znovu dobýt Mongolsko, který zahájil roku 1920. Generál Cchao Kchun, který Süa nikdy neměl rád, ho nakonec z prezidentského úřadu vytlačil a dosadil do něj Li Jüan-chunga.